# Bongouanou (underprefektur)
Bongouanou är en underprefektur i Elfenbenskusten. Den ligger i departementet med samma namn, i den sydöstra delen av landet, 120 km öster om huvudstaden Yamoussoukro.